# Зиг, Джон
Джон Зиг (нем. John Sieg; 3 февраля 1903 года, Детройт, США — 15 октября 1942 года, Берлин, Германия) — журналист, антифашист, член движения Сопротивления во время Второй мировой войны, член организации «Красная капелла».

## Биография
Джон Зиг родился 3 февраля 1903 года в Детройте, в США в семье рабочих. После смерти отца, в 1912 году переехал к деду в Германию и в 1920 году стал гражданином Германии. В начале 1920-х годов поступил в школу и учился на преподавателя, но в 1923 году, после смерти деда, был вынужден прервать обучение. В 1924 году вернулся в Детройт, в США, где познакомился с будущей женой, Софи, когда работал стажером в колледже. В феврале 1928 года вместе с женой приехал в Берлин, как внештатный корреспондент. С 1929 года печатал статьи в газете Die Tat, где главным редактором был Адам Кукхофф. Вступив в Коммунистическую партию Германии, работал в разделе, посвящённом искусству, в газете Die Rote Fahne. Здесь он познакомился с Вильгельмом Гуддорфом и Мартином Вайзе.
С марта по июнь 1933 года, был заключён в тюрьму штурмовиками. После освобождения участвовал в коммунистическом сопротивлении в берлинском Нойкёльне. С середины 1930-х годов установил тесные контакты с Арвидом Харнаком и Адамом Кукхоффом. Зиг был вовлечён в распространение листовок и политических брошюр. С 1937 года работал на железной дороге, дослужившись до места диспетчера на вокзале Папештрассе. Как служащий железной дороги, имел бесплатный проезд и был связным между группами Сопротивления, в сети, организованной Бернхардом Бестляйном.
С Гербертом Грассе, Отто Грабовски и другими, участвовал в издании нелегальной газеты Die innere Front («Внутренний фронт»), и вместе с Вильгельмом Гуддорофом и Адамом Кукхоффом организовал центр берлинской группы «Красная капелла».
11 октября 1942 года был арестован гестапо, через три дня, не выдержав жестоких пыток, 15 октября 1942 года покончил жизнь самоубийством, не назвав ни одного имени.
Его жена Софи Зиг также была арестована в октябре 1942 года и без суда в июне 1943 года заключена в концентрационный лагерь Равенсбрюк. 30 апреля 1945 года она была освобождена из заключения Красной Армией.
22 июня 1972 года его именем была названа улица в берлинском районе Лихтенберг.